# Krzysztof Kaczmarski (historyk)
Krzysztof Jakub Kaczmarski (ur. 25 lipca 1965 w Sanoku) – polski historyk.

## Życiorys
Absolwent I Liceum Ogólnokształcącego im. Komisji Edukacji Narodowej w Sanoku z 1984 (w tym samym roku szkołę ukończył Andrzej Romaniak, także historyk, współpracujący z K. Kaczmarskim). W 1989 ukończył studia historyczne na Wydziale Historycznym Uniwersytetu Jagiellońskiego. Został nauczycielem historii w macierzystym I LO w Sanoku. Z tej posady przeszedł do pracy w Oddziale Instytutu Pamięci Narodowej w Rzeszowie, gdzie 9 listopada 2000 objął stanowisko naczelnika Oddziałowego Biura Edukacji Publicznej. Był też zatrudniony w Instytucie Historii i Archiwistyki Państwowej Wyższej Szkoły Wschodnioeuropejskiej w Przemyślu.
W 2002 otrzymał stopień doktora nauk humanistycznych na podstawie pracy pt. „Stronnictwo Narodowe i jego organizacje wojskowe w okręgu rzeszowskim w latach 1939-1944”, napisanej na Wydziale Humanistycznym Akademii Pedagogicznej im. Komisji Edukacji Narodowej w Krakowie. Specjalizacja dotyczyła historii najnowszej Polski, dziejów Stronnictwa Narodowego i Narodowej Organizacji Zbrojnej oraz Narodowych Sił Zbrojnych w regionie rzeszowskim. W 2015 otrzymał stopień doktora habilitowanego nauk humanistycznych, nadany przez Wydział Nauk Historycznych i Społecznych Uniwersytetu Kardynała Stefana Wyszyńskiego w Warszawie, na podstawie rozprawy pt. O wielką Polskę na wojennym wychodźstwie. Stronnictwo Narodowe wobec rządu gen. Władysława Sikorskiego (1939-1943).
Działał w Zjednoczeniu Chrześcijańsko-Narodowym; w marcu 1991 został przewodniczącym sanockiego koła ZChN i pełnił tę funkcję w kolejnych latach, a 17 kwietnia 1994 został wybrany członkiem zarządu Regionu Podkarpackiego ZChN. Kandydował do Sejmu RP I kadencji w wyborach parlamentarnych w 1991 w okręgu wyborczym nr 30 z ramienia Wyborczej Akcji Katolickiej. W wyborach samorządowych 1998 uzyskał mandat radnego Rady Powiatu Sanockiego startując jako członek ZChN z listy Akcji Wyborczej Solidarność. Po podjęciu pracy w IPN pod koniec 2000 ustąpił z funkcji prezesa sanockiego koła ZChN, jednocześnie rezygnując z członkostwa w partii oraz wystąpił z klubu radnych AWS w Radzie Powiatu.
W 2000 został członkiem zarządu reaktywowanego stowarzyszenia Towarzystwa Gimnastycznego „Sokół” w Sanoku. Zasiadł w radzie historycznej Związku Żołnierzy Narodowych Sił Zbrojnych. Udzielił wypowiedzi autorskich w wyprodukowanym w 2016 przez Telewizję Trwam reportażu pt. Historia Antoniego Żubryda.

## Publikacje
- Podziemie narodowe na Rzeszowszczyźnie 1939-1944. Instytut Pamięci Narodowej, 2003 ISBN 83-89078-26-0.
- Agresor – Ks. prałat Adam Sudoł w dokumentach Służby Bezpieczeństwa i Urzędu do Spraw Wyznań w latach 1957-1989, opracowanie: Krzysztof Kaczmarski i Andrzej Romaniak, ISBN 83-60380-07-4.
- Powiat sanocki w latach 1944–1956 (praca zbiorowa), redakcja: Krzysztof Kaczmarski i Andrzej Romaniak; w tym rozdział autorski: Kadra kierownicza sanockiej bezpieki w latach 1944–1956. Próba charakterystyki; Muzeum Historyczne w Sanoku / Instytut Pamięci Narodowej / Komisja Ścigania Zbrodni przeciwko Narodowi Polskiemu Oddział w Rzeszowie, Sanok – Rzeszów 2007, ISBN 978-83-60380-13-0.
- Viva Cristo Rey. Powstanie cristeros w Meksyku 1926-1929. „Glaukopis”. Nr 2/3, s. 37-59, 2005..
- Sprawa pisma „Jestem Polakiem”. Przyczynek do dziejów prasy polskiej na wychodźstwie w czasie II wojny światowej (1940–1941). „Glaukopis”. Nr 9/10, s. 193-230, 2007/2008..
- Poczet starostów sanockich XIV-XVIII w., Sanok 2009, ISBN 978-83-60380-25-3.
- Studia i szkice z dziejów obozu narodowego, Rzeszów 2010.
- Polska Partia Robotnicza, Gwardia Ludowa/Armia Ludowa na ziemiach polskich 1942-1944/1945, Rzeszów 2013.
- O wielką Polskę na wojennym wychodźstwie: Stronnictwo Narodowe wobec rządu gen. Władysława Sikorskiego (1939-1943), Rzeszów 2013.
- Studia nad działalnością aparatu bezpieczeństwa wobec polskich ruchów i środowisk politycznych w latach 1944–1989, Rzeszów 2015 (red. Krzysztof Kaczmarski, Robert Witalec)[16].
- Nie tylko Rothesay. Oficerskie obozy izolacyjne oraz obóz dyscyplinarny dla żołnierzy Polskich Sił Zbrojnych w Wielkiej Brytanii (1940–1943), Rzeszów–Warszawa 2020, ISBN 978-83-8098-813-2[17]

## Nagrody i odznaczenia
- 2007 – Nagroda Miasta Sanoka za rok 2006 wspólnie z Andrzejem Romaniakiem za sesję naukową i książkę pt. Powiat sanocki w latach 1944–1956[1].
- 2016 – Złoty Krzyż Zasługi przyznany przez Prezydenta RP Andrzeja Dudę za zasługi w upowszechnianiu wiedzy o najnowszej historii Polski[18].